# Biettihütte
Die Biettihütte (ital. Rifugio Bietti-Buzzi) ist eine Berghütte in der Gemeinde Mandello del Lario in den Lombardischen Voralpen auf einer Höhe von 1719 m s.l.m.

## Geschichte
Die Hütte wurde 1886 als Releccio Hütte eröffnet. Sie war damals ein einstöckiges Gebäude, das sich im gleichnamigen Tal Releccio, in der Nähe der Grigna Settentrionale (Nordgipfel, auch Grignone genannt) 2403 m s.l.m., unter dem Bergkamm der Piancaformia befindet. Später wurde sie nach Louis Bietti, dem ehemaligen Präsidenten der Sektion Mailand des  Club Alpino Italiano (CAI), umbenannt.
2002 musste die Hütte wegen Geldmangels geschlossen werden. 2006 wurde die Hütte von Elena Buzzi gekauft und der Sektion CAI Mandello geschenkt. 2006–2009 wurde
sie einer umfassenden Revision unterzogen und erhielt einen Wassertank (Wassermangel wegen Kalkstein) sowie einen Winterraum.

## Zustiege
Vom Cainallopass (Parkplatz im Val di Cino oder bei Vo' del Moncodeno) kann die Hütte in 1½ Stunden auf Weg 24 über das „Tor von Prada“ (Porta Prada) erreicht werden. Von Somana, einer Fraktion von Mandello del Lario, auf dem Weg 15 in etwa 3½ Stunden.

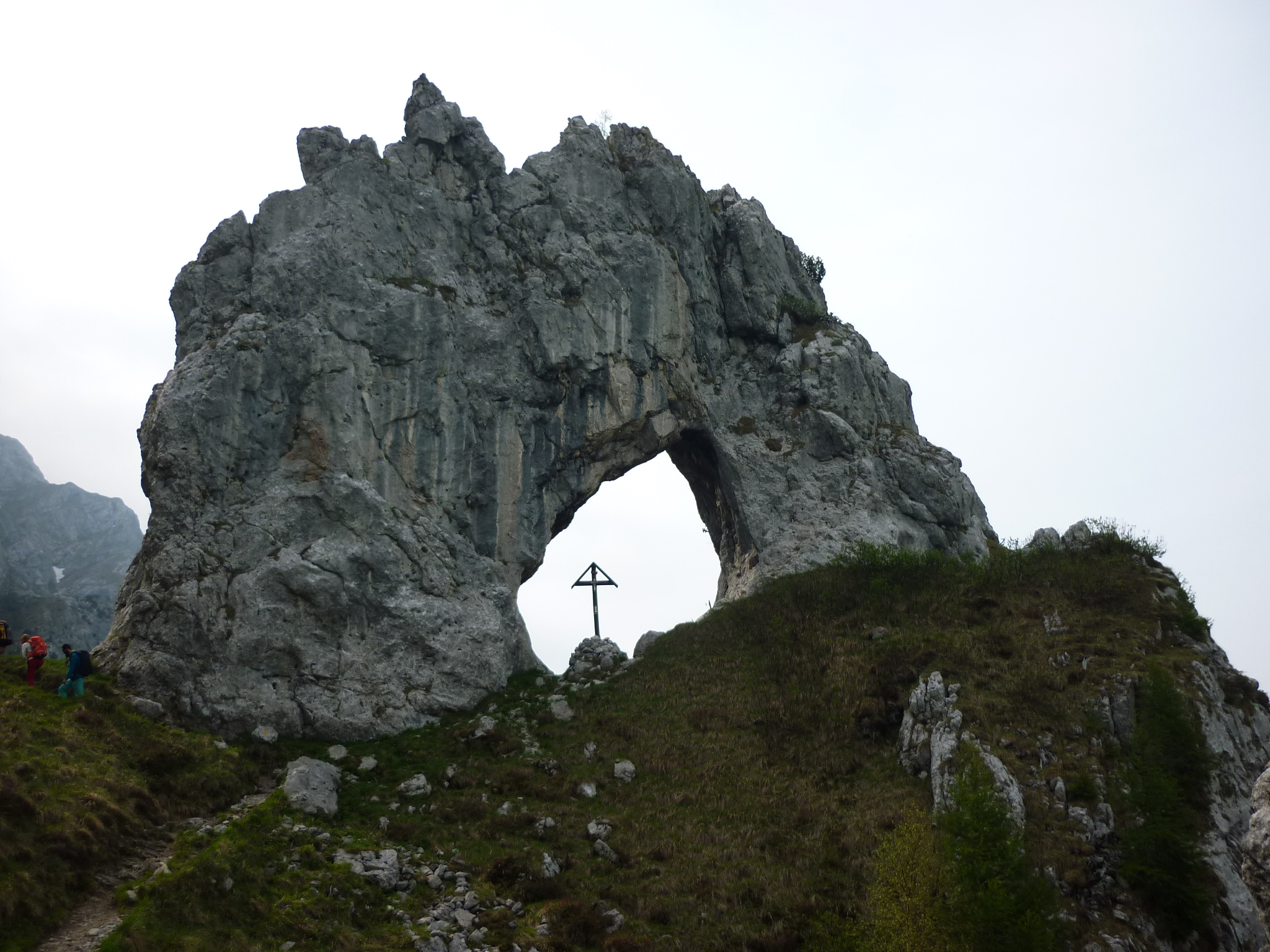
Porta di Prada

## Klettergipfel
Am Grigna Settentrionale, über den „via del Caminetto“ oder „via del Guzzi“, über den Klettersteig „Ferrata dei Carbonari“, oder über die Kletterroute des Canalone (nicht gesichert). Die Hütte ist Ausgangspunkt für die Besteigung der Balconata (Galerie) des Releccio, des Pizzo Nibbi, Sasso Cavallo, Sasso Seneg, Sasso dei Carbonari.

## Rund- und Übergänge
Der Rundgang beginnt am Cainallopass (Parkplatz Vò di Moncodeno) 1440 m s.l.m. (Weg 24) und führt an der Kapelle der 89. Brigade Garibaldi vorbei zum Tor von Prada (Bocchetta-Porta di Prada) 1626 m s.l.m., dann unter dem Bergkamm der Piancaformia (Nordseite des Grigna Settentrionale) entlang zur Biettihütte und zurück kurz vor der Porta di Prada über die Bocchetta di Piancaformia  1805 m s.l.m. (Weg 19) hinunter zur Boganihütte und weiter (Weg 25) zum Cainallopass.
Die benachbarte Brioschihütte 2403 m s.l.m. auf dem Gipfel des Grigna Settentrionale kann über die Boganihütte (Weg 25), über die Bocchetta del Guzzi 2168 m s.l.m. (Weg 28) oder den Klettersteig Ferrata dei Carbonari erreicht werden. Die Biettihütte ist Etappenort des Berglaufs „Trofeo Scaccabarozzi“ auf dem Sentiero delle Grigne über die beiden Grignagipfel.